# Phimai (huyện)
Phimai (tiếng Thái: พิมาย) là một huyện (amphoe) ở đông bắc của tỉnh Nakhon Ratchasima, đông bắc Thái Lan.

## Lịch sử
Phimai là một thành phố Khmer cổ có tên Vimai hay Vimayapura. Một bia đá từ thời vua Suryavarman I đã được phát hiện, với tên thành phố là Bhirapura có nghĩa thành phố mạnh. Phimai là một thành phố quan trọng kể từ thời đó, cả trong thời kỳ Ayutthaya và Rattanakosin.
Huyện Mueang Phimai được chính thức thành lập năm 1900. Khun Khachit Sarakam (ขุนขจิตสารกรรม) là huyện trưởng đầu tiên.
Hoàng thái hậu Sriphatcharindra (Saovabha) đã thăm Prasat Phimai và Sai Ngam năm 1911. Các quan chức chính quyền đã đổi mới thành phố để phục vụ chuyến thăm này và đặt tên sáu con đường để tưởng nhớ chuyến thăm này.
Năm 1940, chính quyền đổi tên huyện bằng cách bỏ chữ Mueang.

## Hành chính
Huyện này được chia thành 12 phó huyện (tambon), các đơn vị này lại được chia ra thành 208 làng (muban). Có 2 đô thị phó huyện (thesaban tambon) - Phimai nằm trên một phần của tambon Nai Mueang và Rang Ka Yai nằm trên toàn bộ tambon Rang Ka Yai. Có 12 Tổ chức hành chính tambon.
| 1.  | Nai Mueang          | ในเมือง       |  |
| 2.  | Samrit              | สัมฤทธิ์        |  |
| 3.  | Bot                 | โบสถ์         |  |
| 4.  | Krabueang Yai       | กระเบื้องใหญ่   |  |
| 5.  | Tha Luang           | ท่าหลวง       |  |
| 6.  | Rang Ka Yai         | รังกาใหญ่      |  |
| 7.  | Chiwan              | ชีวาน         |  |
| 8.  | Nikhom Sang Ton-eng | นิคมสร้างตนเอง |  |
| 9.  | Krachon             | กระชอน       |  |
| 10. | Dong Yai            | ดงใหญ่        |  |
| 11. | Than Lalot          | ธารละหลอด    |  |
| 12. | Nong Rawiang        | หนองระเวียง   |  |